# Église Sainte-Bernadette de Chaville
L'église Sainte-Bernadette est une église située dans la ville de Chaville, en Île-de-France, dans le département des Hauts-de-Seine.

## Historique
Dans le cadre de l'Œuvre des Chantiers du Cardinal, cette église fut construite rue du Pavé-de-Meudon pour remplacer une chapelle provisoire dédiée à Saint-Joseph, située sur Vélizy-le-Bas. Elle fut consacrée par l'évêque de Versailles Monseigneur Renard, le 17 juin 1962.
Un élévateur d’accès y a été installé en 2011.
À l‘occasion du jubilé des 60 ans de la consécration de l‘église, des reliques de Sainte Bernadette sont installées. De plus, le nonce apostolique en France, Celestino Migliore, vient célébrer le Sacrement des malades le dimanche 12 février 2023.